# René Béguet
Pour les articles homonymes, voir Béguet.
René Béguet, né le 23 août 1939 à Paris (Seine), est un homme politique français.

## Détail des fonctions et des mandats
Mandat parlementaire
- 16 mars 1986 - 14 mai 1988 : Député de Paris

Mandat local
- 1983 - 1989 : Conseiller de Paris